# Archibald Campbell
Archibald Campbell és el nom de:
- Archibald Campbell de Lochawe (mort abans de 1394), escocès mira atentament
- Archibald Campbell, 2n Earl d'Argyll (mort 1513), Lord Canceller d'Escòcia
- Archibald Campbell, 4t Earl d'Argyll (c. 1507–1558), escocès noble i polític
- Archibald Campbell, 5è Earl d'Argyll (1532/7–1573), polític escocès
- Archibald Campbell, 7è Earl d'Argyll (c. 1575–1638), polític escocès i dirigent militar
- Archibald Campbell, 1er Marquès d'Argyll (1607–1661)
- Archibald Campbell, 9è Earl d'Argyll (1629–1685), par escocès
- Archibald Campbell, 1er Duc d'Argyll (1658–1703), par escocès
- Archibald Campbell, 3r Duc d'Argyll (1682–1761), escocès noble, polític, advocat, home de negocis i soldat
- Archibald Campbell (filòsof) (1691–1756), filòsof moral escocès
- Archibald Campbell (diputat) (mort 1838), diputat per Blythswood, per Perth Burghs, 1818–1820, i Glasgow Burghs, 1806–1809 i 1820–1831
- Archibald Campbell (satíric) (fl. 1767), un satíric escocès
- Archibald Campbell (bisbe) (mort 1744), escocès, bisbes Episcopal d'Aberdeen
- Archibald Campbell, 1er Baronet (1769–1843), governador i soldat escocès de Nova Brunswick
- Archibald Campbell, 2n Baronet (1769–1846), advocat i jutge escocès
- Archibald Campbell (oficial de l'Exèrcit britànic nascut el 1739) (1739–1791), soldat de la Guerra Revolucionaria Americana
- Archibald Campbell (oficial de l'Exèrcit britànic nascut el 1774) (1774–1838), Major general de l'exèrcit britànic i Tinent governador de Jersey
- Archibald Campbell (polític de Nova York) (1779–1856), polític de Nova York
- Archibald Campbell (notari) (1790–1862), senyor i notari al Baix Canadà
- Arthur Campbell (doctor) (1805–1874), o Archibald Campbell, Superintendent sanitari de Darjeeling
- Archibald Campbell (mort 1868) (1809–1868), anteriorment Archibald Douglas de Mains
- Archibald Campbell (jugador de cricket) (1822–1887), jugador anglès de cricket
- Archibald Campbell, 1er Baró Blythswood (1835–1908), polític conservador escocès, diputat per Renfrewshire
- Sir Archibald Islay Campbell, 3r Baronet, diputat per Argyllshire, 1851–1857
- Archibald Campbell (polític canadenc) (1845–1913), Parlamentari canadenc
- Archibald McIntyre Campbell (1851–?), membre de la legislatura de Manitoba
- Archibald James Campbell (1853–1929), ornitòleg australià
- Archibald Campbell (polític de Nova Zelanda) (1874–1955), polític de Nova Zelanda
- Archibald Campbell (polític australià) (1834–1903), polític de Nova Gal·les del Sud
- Archibald George Campbell (1880–1954), ornitòleg australià
- Archibald Campbell (polític d'Alberta) (1862–1943), Membre de la legislatura d'Alberta
- Archibald Campbell (polític de Wisconsin), membre del senat estatal de Wisconsin
- A. Y. G. Campbell (1872–1957), funcionari indi
- A. Y. Campbell (1885–1958), erudit clàssic